# NGC 5330
NGC 5330 é uma galáxia elíptica (E) localizada na direcção da constelação de Hydra. Possui uma declinação de -28° 28' 14" e uma ascensão recta de 13 horas, 52 minutos e 59,2 segundos.
A galáxia NGC 5330 foi descoberta em 25 de Março de 1887 por Lewis A. Swift.